# Leptopsilopa pollinosa
Leptopsilopa pollinosa är en tvåvingeart som först beskrevs av Kertesz 1901.  Leptopsilopa pollinosa ingår i släktet Leptopsilopa och familjen vattenflugor. Inga underarter finns listade i Catalogue of Life.